# 笹和貴
笹 和貴（ささ かずき、1992年11月22日 - ）は、日本の俳優。東京都出身。宝井プロジェクト所属。かつてはテアトル・エコーに所属していた。
身長174cm。体重65kg。特技は絵画、ハンドスプリング、跳ね起き。

## 出演作品

### テレビ
- ごめんね青春!（2014年） - 高校生 役（レギュラー）[2]
- 金曜プレステージ 連続企業爆破テロ 40年目の真実 〜極秘資料が明かす警察と爆弾犯の攻防260日〜（2015年） - 巡査 役
- 夏目漱石の妻 第1話（2016年）

### 舞台
- ぼんぼりワルツ - 春光 役
- カチカチ山 - 語り
- 天神さまのほそみち - 男1
- 隠し事はダメよ - フルジェンツィオ 役